# Liste der Ehrenbürger von Dortmund
Die Stadt Dortmund hat seit 1871 26 Personen das Ehrenbürgerrecht verliehen.
Das 1917 verliehene Ehrenbürgerrecht Paul von Hindenburgs wurde 1980 und das mit der Machtergreifung der Nationalsozialisten 1933 an Adolf Hitler verliehene wurde unmittelbar nach dem Zweiten Weltkrieg wieder aberkannt.
Die Auflistung erfolgt chronologisch nach Datum der Zuerkennung.

## Die Ehrenbürger der Stadt Dortmund

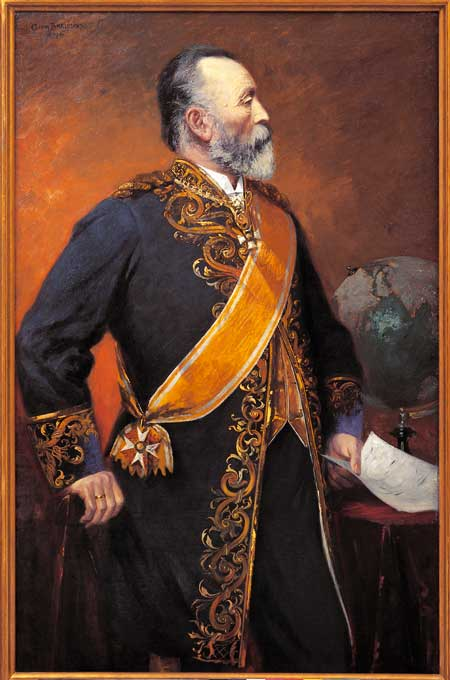
Heinrich von Stephan

1. Karl Zahn (* 25. November 1806 in Aplerbeck; † 26. August 1882 in Hofgeismar)
Bürgermeister
Verleihung am 30. Juni 1871
2. Wilhelm Overbeck (* 17. Mai 1798 in Dortmund; † 19. September 1882 ebenda)
Unternehmer
Verleihung 1871
3. Carl Lent (* 2. März 1796 in Soest; † 29. März 1878 in Dortmund)
Bürgermeister
Verleihung 1875
4. Carl Gustav Wiesner (* 1803; † 1879)
Oberbergrat
Verleihung 1875
5. Wilhelm Brand (* 1797; † 1887)
Justizrat
Verleihung 1877
6. Otto von der Heyden-Rynsch (* 29. Juni 1827 in Unna; † 17. Dezember 1912 in Dortmund)
Landrat
Verleihung 1885
7. Otto von Bismarck (* 1. April 1815 in Schönhausen (Elbe); † 30. Juli 1898 in Friedrichsruh)
Reichskanzler
Verleihung 1890
8. Wilhelm Duden (* 1824; † 1903)
Geheimer Kommerzienrat
Verleihung 1892
 
Heinrich von Stephan
9. Heinrich von Stephan (* 7. Januar 1831 in Stolp; † 8. April 1897 in Berlin)
Generalpostdirektor
Verleihung 1895
10. Wilhelm Holle (* 1821; † 1909)
Jurist und Politiker
Verleihung 1901
11. Karl Wilhelm Schmieding (* 20. Juli 1841 in Bönen; † 7. Oktober 1910 in Dortmund)
Oberbürgermeister
Verleihung 1910
12. Eduard Kleine (* 2. Oktober 1837 in Herford; † 6. April 1914)
Bergwerksdirektor
Verleihung 1913
13. Carl Tewaag (* 18. Juni 1844; † 6. September 1928)
Rechtsanwalt und Notar
Verleihung am 18. Juni 1914
 
  - Paul von Hindenburg (* 2. Oktober 1847 in Posen; † 2. August 1934 in Neudeck)

Generalfeldmarschall und Reichspräsident
Verleihung 1917, aberkannt 1980
14. Josef Cremer (* 3. März 1845 in Lüdinghausen; † 1. Januar 1938 in Dortmund)
Brauereibesitzer
Verleihung 1922
 
  - Adolf Hitler (* 20. April 1889 in Braunau am Inn; † 30. April 1945 in Berlin)

deutscher Reichskanzler, Diktator und Kriegsverbrecher
Verleihung am 20. April 1933, aberkannt unmittelbar nach dem Zweiten Weltkrieg in einer der ersten Ratssitzungen
15. Wilhelm Hansmann (* 29. Oktober 1886 in Eichlinghofen; † 27. Oktober 1963 in Dortmund)
Oberstadtdirektor
Verleihung 1956
16. Wilhelm Kaiser (* 20. Februar 1877 in Medebach; † 24. August 1961 in Dortmund)
Stadtrat und Politiker
Verleihung 1957
17. August Schmidt (* 8. Mai 1878 in Dortmund; † 7. Juni 1965 ebenda)
Vorsitzender der IG Bergbau und Energie
Verleihung 1958
18. Max Brandes (* 1881 in Bad Salzuflen; † 1976)
Ärztlicher Direktor
Verleihung 1961
19. Joseph Scherer (* 19. März 1892 in Kobern; † 16. April 1974 in Dortmund)
Bürgermeister
Verleihung 1966
20. Dietrich Keuning (* 27. September 1908 in Dortmund; † 23. März 1980 ebenda)
Oberbürgermeister
Verleihung 1973
21. Rudolf Platte (* 12. Februar 1904 in Hörde; † 18. Dezember 1984 in Berlin)
Schauspieler
Verleihung 1980
22. Harald Koch (* 4. März 1907 im Amtsverband Rüstringen; † 18. September 1992 in Dortmund)
Politiker
Verleihung 1981
23. Walter Dirks (* 8. Januar 1901 in Hörde; † 30. Mai 1991 in Wittnau (Breisgau))
Publizist, Autor und Journalist
Verleihung 1986
24. Günter Samtlebe (* 25. Februar 1926 in Schüren; † 7. Juli 2011 in Dortmund)
Oberbürgermeister
Verleihung 2001